# 医療費控除
医療費控除（いりょうひこうじょ）とは、所得税及び個人住民税において、自分自身や家族のために医療費を支払った場合に適用となる控除。所得控除であり、物的控除である。
従来の医療費控除と、2017年（平成29年）分から新設された医療費控除の特例であるセルフメディケーション税制との2種類があり、どちらか一方しか利用すること出来ない。

## 医療費の要件
- 納税者が、本人又は本人と生計を一にする配偶者やその他の親族のために実際に支払った医療費であること。
- その年の1月1日から12月31日までに支払った医療費であること。またクレジットやローンを利用して決済をした場合には、カード会社が立替払をした日、信販契約の成立時（預金口座の引落し日ではない）の年において、元金のみが控除対象となる。[1]
- 未払いの医療費については、翌年以降支払った年の控除対象となる（死亡後に支払ったものは債務を承継した生計一の相続人の医療費となる）。[2][3]

## 具体的な医療費の内容
次のうち、その病状などに応じて一般的に支出される水準を著しく超えない部分の金額とされている。（所得税法施行令第207条、所得税法基本通達）
1. 医師又は歯科医師による診療又は治療の対価。
治療すべき疾患や症状等が現に存在する事が前提である。よって、疾患・症状が明らかでない予防や検査のための医療行為については控除の対象外となる。これには健康診断、人間ドック、インフルエンザ予防注射、各種感染症の検査費用、診断書等文書の発行などがある。ただし、検査の結果疾患が発見された場合には、その検査費用も含めて控除の対象となる。また感染症予防接種は原則として認められないが、B型肝炎患者を介護する同居親族へのワクチン予防接種費用については例外的に認められる。
疲労回復、健康や美容増進のための費用は、医師等の治療に係る指示や処方箋がある場合を除き、控除の対象外である。スポーツクラブや湯治、美容整形等やエステサロンの費用は対象外。
医師の診療上の指示がある場合の療養のための費用であって、リハビリ専門病院や厚生労働省認定クアハウスなどでの運動療法や温泉療法の費用などは控除対象となる。しかし自宅における食事療法や、転地療養のための費用は対象外となる。
歯科医療については疾患治療のための金歯、インプラント等も認められるが、美容目的のため健康な歯を歯列矯正、インプラント等施した場合は認められない。ただし小児の歯列矯正費用は認められる。
眼科医療に関し、眼科医の指示・処方箋によるもの[4]、または強い近視である未成年のための眼鏡購入費用は認められる。
医師等に対する謝礼金などは原則として控除対象外。
2. 治療又は療養に必要な医薬品の購入の対価。
処方箋によるものだけでなく、一般の薬販売店での医薬品（医薬品である包帯、ガーゼ等を含む）の購入も認められる。置き薬の定期費用は認められない。
病気予防、疲労回復、健康や美容増進のための医薬品等や健康食品などの購入費用は、医師等の治療に係る指示や処方箋がある場合を除き、控除の対象外である。ビタミン剤、ドリンク剤の購入費用や予防のために購入したマスク（雑貨品扱い）代は対象外。
3. 病院、診療所、介護老人保健施設、介護医療院、指定介護療養型医療施設、指定介護老人福祉施設、指定地域密着型介護老人福祉施設又は助産所へ収容されるための人的役務の提供の対価。医師等の送迎費も含む。
病院への緊急収容費用や、通常の交通費が対象になる（公共交通機関利用の場合、領収書は不要）。タクシーは相当性（緊急性、交通不便、要介護等）のある場合にのみ認められる。自家用車等による移動費用等（ガソリン代や駐車場の料金等）は認められない。
通院または入院に際し家族以外の付添人が必要な場合は、その付添人の交通費・付添費用も認められる。家族が付添う場合は、家族の交通費、付添費用や食事代など全て認められない。また、入院途中の一時的な帰省など個人的な都合によるものについては認められない。
出産のため実家に里帰りする場合の交通費は、実家が医療機関ではないため認められない。また、
遠地の医療機関への交通費は、その機関でなければ治療を受けられない相当な理由がある場合にのみ認められる。近隣の医院でも治療を受けられるような疾患については遠地医療機関への交通費は認められない。
4. あん摩マッサージ指圧師、はり師、きゅう師、柔道整復師による施術の対価（ただし、疲れを癒したり、体調を整えるといった治療に直接関係のないものを除く）。
5. 保健師、看護師、准看護師又は特に依頼した人による療養上の世話の対価（この中には、家政婦に病人の付添いを頼んだ場合の療養上の世話の対価も含まれるが、所定の料金以外の心付けなどは除く。また、家族や親類縁者に付添いを頼んで付添料の名目でお金を支払っても、医療費控除の対象となる医療費の対象にはならない）。
6. 妊娠・出産に係る医師、看護師または助産師による検診、保健指導、分べんの介助の対価。
不妊治療、母体保護法による妊娠中絶手術も対象となる。ただし妊娠検査薬の購入費用については認められない。無痛分べん講座の受講費用も対象外。
7. 介護保険制度の下で提供された一定の施設・居宅サービスの自己負担額。
サービス業者の領収書に内書きとして医療費控除額が記されている。福祉系の一定の居宅介護サービスは対象にならない。
8. 次のような費用で、医師等による診療、治療、施術又は分べんの介助を受けるために直接必要なもの。この医療費の中には、身体障害者福祉法、知的障害者福祉法などの規定により都道府県や市町村に納付する費用のうち、医師などの診療等の費用に相当するものも含まれる。
  1. 入院の部屋代や食事代の費用、コルセットなどの医療用器具等の購入代やその賃借料で通常必要なもの。
食事代については入院施設から支給されるもののみ認められる。またいわゆる差額ベッド代についてはICU、絶対安静など医師による診療上必要な指示等による場合を除き、患者側からの申し込みによる場合には認められない。
入院のための身の回り品（寝具、衣服ほか日用品）の購入費用は医師等からの診療上の指示等がなければ認められない。テレビカードや漫画などの娯楽のための費用も認められない。
  2. 医師等による診療や治療を受けるために直接必要な義手、義足、松葉杖、義歯などの購入費用。
  3. 傷病によりおおむね6か月以上寝たきりで医師の治療を受けている場合に、おむつを使う必要があると認められるときのおむつ代。この場合には、医師が発行した「おむつ使用証明書」が必要である。おむつ代についての医療費控除を受けることが2年目以降で介護保険法の要介護認定を受けている一定の人は、市町村長等が交付するおむつ使用の確認書等を「おむつ使用証明書」に代えることができる。
9. 骨髄移植推進財団に支払う骨髄移植のあっせんに係る患者負担金。
10. 日本臓器移植ネットワークに支払う臓器移植のあっせんに係る患者負担金。

## 控除される医療費の金額
医療費控除の金額は次の算式で計算される。但し、200万円を上限とする（所得税法第73条）。
```
控除額　＝　1 － 2 － 3
```

1. 実際に支払った医療費の年間合計額
（注） 自由診療の治療費用に含まれる消費税も控除対象になる（インボイスは不必要）。
2. 保険金などで補てんされる金額
（注） 生命保険・医療保険等で支給される入院費給付金や健康保険等で支給される高額療養費・家族療養費・高額介護サービス費・出産育児一時金、補填目的の損害賠償金など。なお、給付の目的となった医療費が限度となるため、その医療費を超える部分については入れる必要はない。
　死亡・重度障害保険金、所得補償保険の保険金、健康保険の傷病手当金・出産手当金、個人的な見舞金、損害賠償金のうち慰謝料・休業補償・逸失利益などは、医療費の補填を目的としないため含まれない。
　確定申告時まで未確定の場合には、見込額で仮計算し、確定後に修正申告等をすることになる。[5]
3. 10万円
（注） 総所得金額等が200万円未満の納税者は、総所得金額等の5％とする。

## セルフメディケーション税制
2017年1月から始まる医療費控除の特例で、セルフメディケーション推進のために創設された。スイッチOTC医薬品（医師によって処方される医療用医薬品からドラッグストアで購入できるOTC医薬品に転用された医薬品）等を購入した際に、その購入費用について所得控除を受けることができる。「OTC薬控除」とも呼ばれる。2017年1月1日から2026年12月31日まで施行される。

### 要件
適切な健康管理の下で医療用医薬品からの代替を進める観点から、健康の維持増進および疾病の予防への取組を行う個人に対し、特定一般用医薬品等の購入の対価を支払った（購入した）場合に、総所得金額等から控除する。
条件は
1. 申告者が、「一定の取組」を行っていることが証明できること（インフルエンザの予防接種、市町村のがん検診、会社の定期健康診断受診、特定健康検査の受診、人間ドック等の健康診査の受診）[7][注釈 1]
2. 自己または自己と生計を一にする配偶者その他親族に係る医薬品の購入であること
3. 購入額の合計が12,000円を超えていること
4. 購入した医薬品が、スイッチOTC医薬品及びスイッチOTC医薬品以外の一般用医薬品で医療保険各法等により療養の給付として支給される薬剤との代替性が特に高いものとして厚生労働大臣が財務大臣と協議して定めるものに該当すること[9]

注意点は
1. 控除額の最大は88,000円（購入金額10万円以上では控除額が同額）
2. 本特例の適用を受ける場合には、従来の医療費控除の適用を受けることができない

これに伴い、保険者・事業者に対してはインフルエンザ等の予防接種、がん検診や健康診断受診の確認等の協力依頼と証明書の作成依頼が、また、販売店等には証明書類であるレシート等に、購入品目がセルフメディケーション税制対象品目であることがわかるようマーク（★など）を付す、または対象商品のみの合計額を分けて記載する、等の協力依頼が出されている。
ダイレクトOTC医薬品はこの制度の対象外だが、2022年1月以後は一定の非スイッチOTC医薬品が対象に追加された。

## 手続き
医療費控除に関する事項を記載した確定申告書の提出が必要となる。その際、「医療費控除の明細書」又は所定の事項が記載された健康保険組合等が発行する「医療費のお知らせ」など医療費の支出を証明する書類を添付しなければならない。（法第120条）
2017年分以後は原則として、医療費の領収書原本は提出不要となり、その代りに自宅等で5年間保存する必要がある。また、医療費のお知らせを添付するときは領収書の保存義務がない。この場合、医療費のお知らせに記載された医療費と窓口で実際に支払った額が多少相違しても構わないが、医療費のお知らせに記載のない自由診療分や薬局での医薬品購入などは明細書の添付と領収書の保存が必要とされる。